# Killing fields
I Killing fields (campi di sterminio o campi della morte) sono i siti in Cambogia dove dal 1975 al 1979 avvennero massacri di massa, subito dopo la fine della Guerra civile cambogiana e all'avvento del regime nazional-maoista di Pol Pot che porterà in breve alla nascita della Kampuchea Democratica.

## Storia
Il termine è divenuto famoso grazie al film The Killing Fields di Roland Joffé, uscito nel 1984 e tradotto in italiano col titolo Urla del silenzio. L'espressione indica, con accezione più estesa, anche i campi di lavoro forzato dove la maggior parte della popolazione cambogiana fu costretta ai lavori forzati, in condizioni durissime che causavano facilmente la morte per sfinimento o fame; inoltre, la minima ribellione o il minimo errore erano spesso puniti con la morte.
Le analisi di 20.000 fosse comuni da parte del Dc-Cam Mapping Program e dell'Università di Yale hanno calcolato un minimo di 1.386.734 vittime. La stima del numero totale di morti provocate dai khmer rossi, includendo fame e malattie, variano tra 1.700.000 e 2.500.000 vittime tra il 17 aprile 1975 e il 9 gennaio 1979. Anche le prigioni, come la nota S-21 (sito di sterminio in quanto solo 7 dei 17.000 prigionieri sono sopravvissuti), oggi sede del Museo del genocidio di Tuol Sleng, sono spesso annoverate fra i "killing fields".